# 閑居山
閑居山（かんきょさん）は、茨城県かすみがうら市と石岡市との境に位置する標高227mの山。西から雪入山、青木葉山、浅間山、閑居山、権現山の順に連なる筑波連山南東部の山の一つである。筑波連山のなだらかな稜線尾根を山頂としている。
閑居山は古くは志筑山（しづくさん）と呼ばれ，和歌に詠まれることも多かった。空海（弘法大師）が東国遍歴の途中東麓に志筑山願成寺を創建し中腹の洞穴に閑居したことから、のちに閑居山と呼ばれるようになったと云われる。
東麓の志筑山願成寺はのちに閑居山願成寺となり、その跡地とされる場所は現在森林総合研究所の林業試験場となっている。東側中腹には鎌倉時代の作といわれている百体磨崖仏（百体観音）があり、茨城県指定有形文化財となっている。また周辺にはクリやナシなどの果樹園が多く、関東ふれあいの道のコースにもなっている。
朝日峠、雪入山、青木葉峠、青木葉山、元青木葉峠、浅間山、閑居山、権現山と連なる筑波連山の稜線を縦走する登山者が多い。また、青木葉峠から権現山にかけては高低差の少ないなだらかな稜線尾根上の登山道であることから、自転車やオートバイなどの車両で縦走する登山者もみられる。